# Tamburica

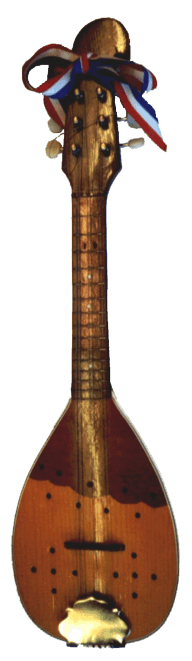
Die Bisernica, das Perlchen unter den Tamburica-Instrumenten

Tamburica [ˈtamburitsa] (deutsch auch Tamburizza) ist der Oberbegriff für südslawische und ungarische Zupfinstrumente, die insbesondere in Kroatien, Serbien und Ungarn anzutreffen sind. Einige Tamburicas ähneln vom Instrumententyp her der bulgarisch-mazedonischen Tambura.
„Tamburica“ ist aus grammatikalischer Sicht die Verkleinerungsform (Diminutiv) von „Tambura“, entwickelte sich aber vermutlich im Laufe der Zeit zu einem Kosenamen für diese Instrumente und wird heute landläufig auch als allgemeine Bezeichnung verwendet. Die Tamburica-Musik wurde stets als kulturelles Identifikationsmittel und Bekenntnis zum Kroatentum angesehen.
Die Tamburica ist ein Lauteninstrument, verwandt mit der russischen Balalaika, der ukrainischen Bandura, der italienischen Mandoline und der spanischen Gitarre. All diese Instrumente kommen ursprünglich aus der Gegend des ehemaligen Persiens (heute Iran), wo die alten Assyrer schon vor 5000 Jahren ein ziemlich ähnliches Instrument (vgl. auch Tanbur) besaßen.

## Geschichte der Tamburica
Bisher ist unbekannt, wann die mit der Tamburica verwandte Tambura aus ihrer ursprünglichen Heimat zu den Ungarn und zu den südslawischen Völkern kam. Einige vermuten, dass die Südslawen mit der Tambura schon vor mehr als 1300 Jahren in die heutigen Gegenden Europas kamen. Andere wiederum vermuten, dass erst die Türken die Tambura vor ca. 500 Jahren in die heutigen Gegenden brachten.
Bosnien ist angeblich das alte Ursprungsgebiet, von wo aus sich dieses Volksinstrument auf Slawonien (Ost-Kroatien) und die Gegend von Batschka (heute Wojwodina) verbreitete. Dort wurden auch vor mehr als 100 Jahren die ersten Tamburica-Gruppen gegründet, welche dieses Instrument in den darauffolgenden 70 bis 80 Jahren auf dem gesamten Territorium Südosteuropas bekannt machten.
Die Tamburica wird heute vor allem in Bosnien, Kroatien, Serbien (vor allem in Syrmien in der Vojvodina), Ungarn und Slowenien gespielt. Seit dem 19. Jahrhundert wird dieses Instrument auch in Österreich gespielt, insbesondere von den Burgenlandkroaten im Burgenland, weiters in Südkärnten und Wien.

## Arten der Tamburica

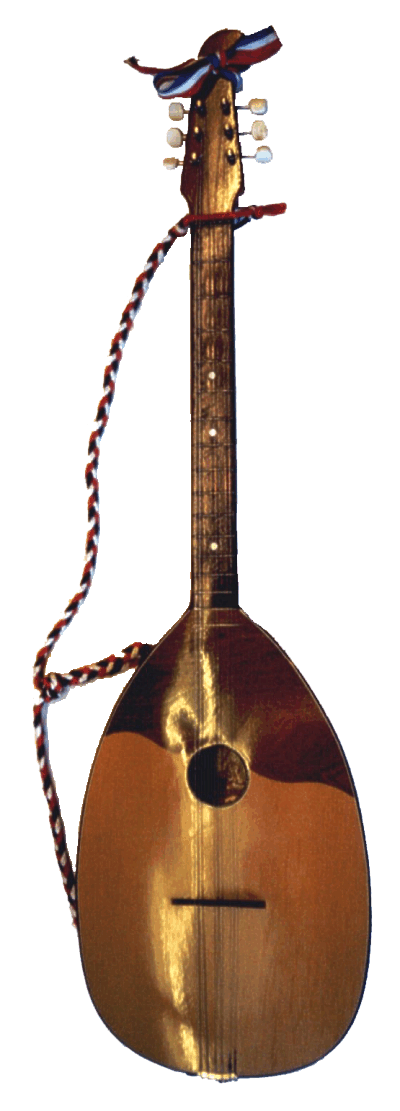
Der Brač

„Tambura-Instrumente“ wird im Folgenden nur als Überbegriff für all die verschiedenen Arten dieser Zupfinstrumente verwendet. Gewöhnlicherweise spricht man aber jeweils von den einzelnen Instrumententypen selbst.
In einem Tambura-Ensemble gibt es Instrumente verschiedener Größe: Die kleinste ist die Bisernica oder Prim, darauf folgt der Brač oder Bassprim, Čelo, Bugarija oder Kontra und Berde oder Bass. In der Stimmung gibt es zwei grundsätzlich unterschiedliche Systeme: Der Srijemski-Štim oder Slavonske Tambure, gebräuchlich in Ost-Kroatien, Vojvodina, Banat, Backa und Srijem, auf A(Brač/Bassprim, Čelo, Berda/Bass)/E(Bisernica/Prim, Bugarija/Kontra) basierend, und das in West-Kroatien gebräuchliche System, das auf G/D basiert. Die Bezeichnung rührt immer von der höchsten, feinsten Saite her. Heutzutage wird beides gleichermaßen in ganz Kroatien praktiziert.

### Bisernica oder Prim
Die kleinste Tamburica heißt Prim oder Bisernica, zwei Namen für das gleiche Instrument. Mit diesem Instrument werden die feinsten Töne gespielt. Partituren für Tambura-Ensembles weisen üblicherweise zwei oder sogar drei Bisernica-Stimmen auf (I., II. und III. Bisernica). Früher nannte man die II. Bisernica auch kontrašica, aber dieses Wort wird heute nicht mehr sehr oft verwendet. Die „Srijemer“ Tambura-Musikanten nennen die I. Bisernica auch mit dem Fremdwort Prim oder Prima und die II. Bisernica bezeichnen sie als Terzprim oder Terzprima. Ein in Größe verwandtes, aber eher traditionelleres und weniger gebrauchtes Instrument ist die Samica.

### Brač
Für mittlere Tonlagen werden sogenannte Bračevi (=Plural) verwendet, von welchen es im Orchester wiederum 2 oder sogar 3 gibt (I., II. und III. Brač). Die Musikanten aus der Gegend von Srijem nennen den I. Brač auch Bassprim und den II. Brač Terzbassprim oder Bassprimterz. Der Brač sieht der mazedonisch-bulgarischen Tambura zum Verwechseln ähnlich.

### Čelo und Čelović
Für die „fetten“, langen Tonfolgen gibt es das Čelo. Andere Bezeichnungen für dasselbe Instrument lauten Čelović oder Čelo-Brač. Gewöhnlich gibt es im Orchester nur jeweils eines dieser Instrumente, seltener auch zwei und nur in Orchestern mit einer größeren Anzahl an Instrumenten alle drei „Čelo-Tamburainstrumente“.

### Bugarija oder Kontra
Zur Begleitung eines Tamburica-Orchesters dient die Bugarija. Von ihr gibt es wiederum drei Arten: I., II. und III. Bugarija. Gewöhnlicherweise benutzt man entweder nur die II. Bugarija (bei zweistimmigen Tambura-Instrumenten) oder nur die III. Bugarija (nach „Srijemer“ Art). Die I. Bugarija wird immer weniger verwendet. Die Srijemer-Musikanten wiederum nennen dieses Instrument auch Kontra (aufgrund ihrer „Kontraschlag-Spielweise“).

### Berda
Die tiefsten Töne werden von einer Berda (dem Kontrabass) gespielt (ist dem Bass eines klassischen Orchesters sehr ähnlich).

### Melodische Instrumente und Begleitinstrumente
Bei all diesen Arten von Tambura-Instrumenten gibt es welche sowohl in „Birnen-“ als auch in Gitarrenform. Im „Srijemer-System“ wurde auch die Gambenform der Berda (des Basses) eingeführt, die sogenannte Berdeta.
Bisernica (Prim), Brač (Bassprim), Čelo, Čelo-Brač und Čelović sind sogenannte melodische Instrumente, weil auf ihnen Melodien gespielt werden. Berda (Bass) und die Bugarija (Kontra) hingegen sind Begleitinstrumente. Sie kommen nur in einem Tamburica-Ensemble vor, da es sich hierbei um Rhythmus-Instrumente handelt. Die Berda gibt den Grundschlag und die Bugarija begleitet die melodischen Instrumente mit Akkorden und rhythmischen Schlägen. Deshalb sind die Techniken des Musizierens bei melodischen Instrumenten auch anders als bei Begleitinstrumenten.

## Systeme
Grundsätzlich lassen sich die Tambura-Instrumente dadurch unterscheiden, auf wie viele verschiedene Töne ihre leeren Saiten gestimmt sind.

### Zweistimmiges System
Es gibt Tambura-Instrumente mit 4 Saiten, die paarweise angeordnet sind, d. h. 2 Doppelsaiten im Abstand einer Quinte g-d (nur einige c-g).
In dieses System wurden früher auch einstimmige Bisernicas und der I. Brač eingeordnet, bei denen alle 4 Saiten auf den gleichen Ton (d1–d1–d1–d1) gestimmt wurden. Das sind sogenannte Farkaš-Instrumente, benannt nach Milutin Farkaš (1865–1923), der eine entsprechende Ordnung einführte. Auch heute noch gibt es Tambura-Gruppen mit solchen einstimmigen Farkaš-Instrumenten, wobei auch diese größtenteils zweistimmig gestimmt werden.

### Dreistimmiges System
Dies sind Tambura-Instrumente mit 6 Saiten, die paarweise (3 Doppelsaiten) im Abstand einer Quinte angeordnet sind g-d-a (einige auch c-g-d).

### Vierstimmiges System
Es gibt auch Tambura-Instrumente, die auf 4 Töne im Abstand einer Quart gestimmt sind. Diese Art der Stimmung nennt man auch „sremski“ oder „srijemski štim“ (siehe Syrmien). Sie haben gewöhnlich 5 Saiten, von denen nur die zwei dünnsten paarweise angeordnet sind, die anderen einfach. (3 einfache Saiten, eine Doppelsaite)

## Stimmung der Instrumente
Alle zweistimmigen Tambura-Instrumente werden auf dieselbe Art gestimmt (g-d), nur dass eben die einen (im Allgemeinen) höhere Töne und die anderen tiefere Töne spielen. Eine Ausnahme bilden dabei nur der Čelović und die III. Bisernica, die anders gestimmt werden. Die leeren Saiten werden bei ihnen auf c-g gestimmt, notiert und gespielt wird jedoch, als ob sie auf g-d (wie die übrigen Instrumente) gestimmt sind. Diese nennt man auch so genannte „transponierte Instrumente“, weil die Notation anders als ihr Klang ist. Beispielsweise erklingt der Ton c auf beiden Instrumenten eigentlich als f. Bei der III. Bisernica um eine Quart höher und beim Čelović um eine Quinte tiefer. Die Musikanten spielen beide Instrumente auf dieselbe Art – wie alle anderen zwei- oder dreistimmigen Instrumente.

## Die Technik

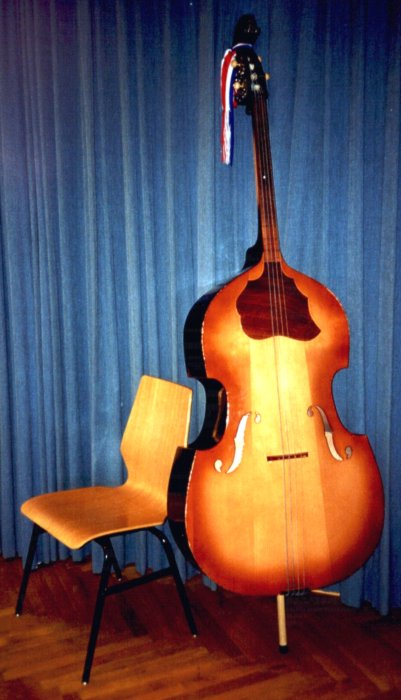
Die Berda, das größte Instrument eines Tamburica-Ensembles

Die Saiten einer Tambura kann man mit den Fingern (üblicherweise mit dem Daumen) zupfen, dies ist aber meist nur der Fall, wenn man etwas wirklich leise spielen will. Üblicherweise spielt man die Instrumente jedoch mit Hilfe eines Zupfblatts, des Plektrums (auf Kroatisch „trzalica“ genannt). Heute besteht dieses Plektrum aus Plastik (Zelluloid). Früher bestand es noch aus Horn oder Rinde. Bei der Berda besteht es aus Leder.
Es gibt 2 Arten von Techniken: das einfache Zupfen der Saiten oder das sogenannte „trzanje“.

### Zupfen
Zupfen bedeutet, für jede Note wird jeweils einmal die entsprechende Saite (von oben nach unten) gezupft – entweder mit dem Finger oder dem Plektrum. So spielt man alle kurzen Noten (Achtel, Sechzehntel usw.) und diejenigen, die als Staccato (Punkt über der Note) notiert sind.

### Tremolo
„Trzanje“ (selten auch „titranje“ genannt) nennt sich die Technik, bei der man die Saite(n) mittels des Plektrums möglichst schnell durch rasche aufeinanderfolgende Auf-und-ab-Bewegungen der Hand in Schwingung bringt, wobei ein dauerhafter, ununterbrochener Ton entsteht. Mit dieser Technik werden längere Noten (Viertel, Halbe, Ganze) und solche, welche als Legato (verbunden) gekennzeichnet sind, gespielt. Einen guten Musikanten zeichnet ein möglichst schnelles, möglichst üppiges, möglichst feines „trzanje“ aus. Besonderer Wert muss bei dieser Technik darauf gelegt werden, dass nur die Faust (vom Handgelenk aus) und nie die ganze Hand (vom Ellenbogen aus) bewegt wird.
Die „Bugaristen“ schlagen ebenfalls nur durch die Bewegung der Faust (vom Handgelenk aus) über alle Saiten (von oben nach unten). Somit erhält man mit einem Schlag einen Dreiklang, d. h. Akkord. Außer dem Schlag über die leeren Saiten muss der „Bugarist“ die übrigen Akkorde mittels Griffen greifen (Dur-, Moll-, Septakkorde, …). Ab und zu müssen auf der Bugarija auch alle Saiten auf einmal geschlagen werden: dies nennt sich dann Tremolo.
Auf der Berda (Bass) werden alle Noten gezupft, außer ein Tremolo wird verlangt. In diesem Falle wird mit Hilfe des Plektrums der Ton möglichst schnell und üppig wiederholt. Die Srijemer Musikanten zupfen üblicherweise nur die Achtel und Sechzehntel, die Viertel, Halbe und Ganzen Noten spielen sie immer mittels des „trzanje“. (Es ist jedoch richtiger alle Noten zu zupfen und nur die als Tremolo gekennzeichneten kontinuierlich mit dem Plektrum zum Klingen zu bringen.)

## Tamburica-Ensemble

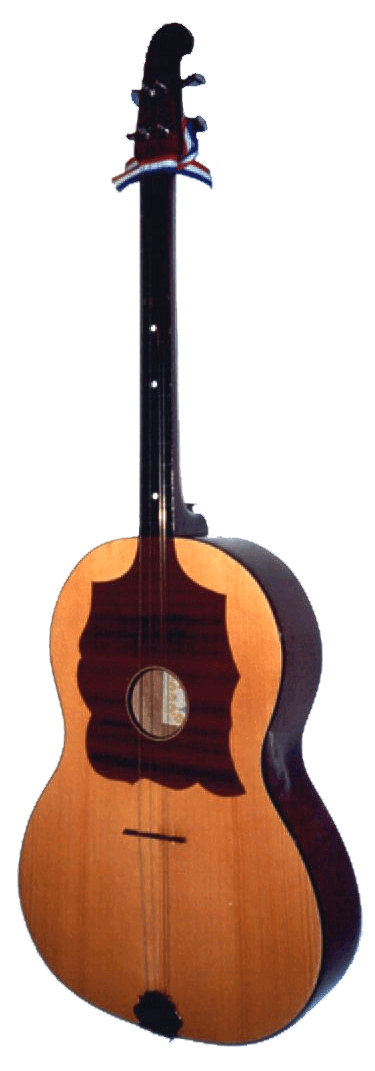
Čelo

Zu früheren Zeiten spielte ein Tamburica-Musikant ganz alleine auf seinem Instrument. Auch heute noch findet man dies in so manchem kleinen Ort in Kroatien vor. Es ist schön, wenn ein Musikant spielt, aber es ist noch viel schöner, wenn zwei, drei oder mehr von ihnen zusammen spielen.
Üblicherweise besteht eine kleine kroatische Tamburica-Gruppe aus 5 bis 10 Musikanten. Gibt es mehr, so ist dies schon eine etwas größere Gruppe. Ab etwa 20 Musikanten kann man die Gruppe auch als Orchester bezeichnen.
Ein typisches Tamburica-Ensemble besteht meist aus ein bis zwei Bisernica-Instrumenten, zwei bis drei Brač-Instrumenten, ein bis zwei Bugarija-Instrumenten und einer Berda. Die Tamburica-Instrumente Čelo und Čelović kommen in Tamburica-Ensembles eher weniger häufig vor.
Es gibt viele Möglichkeiten eine solche Gruppe zu bilden. Die üblichste Zusammensetzung ist eine Gruppe von 8 Musikanten: I. und II. Bisernica, I., II. und III. Brač, Čelo-Brač (oder Čelović), II. Bugarija und eine Berda. Die meisten Kompositionen werden für derartige Zusammensetzungen gedruckt.
Während Bisernica und Brač die Melodie spielen, spielt die Berda den Grundschlag, und die gitarren-ähnliche Bugarija den Gegenschlag. Bisernica und Brač sind vom Aufbau und dem Aussehen her mit der mazedonisch-bulgarischen Tambura identisch und werden auch wie die mazedonisch-bulgarische Tambura gespielt. Selten kommt es vor, dass Bisernica und Brač keinen ovalen, sondern einen gitarrenförmigen Klangkörper besitzen. Die Bugarija hingegen sieht einer Gitarre äußerst ähnlich, auch von der Besaitung her, und wird als einzige Tamburica nach Akkorden gespielt. Die Berda ist das größte Tamburica-Instrument, nämlich ein mit Bünden versehener Kontrabass, sie wird mit einem Plektrum gezupft.
Tamburica-Ensembles finden sich vornehmlich in Kroatien, aber auch in Serbien, Ungarn und Slowenien, und beispielsweise auch im österreichischen Burgenland und Kärnten, wo kroatische und slowenische Minderheiten leben.